# أدولف مارتن
أدولف مارتن (بالفرنسية: Adolphe-Alexandre Martin)‏ (و. 1824 – 1896 م) هو مصور فرنسي، ولد في باريس، توفي عن عمر يناهز 72 عاماً.